# 연대 측정
지질학, 고고학 등에서 많이 쓰이는 연대 측정법은 여러 가지 종류가 있다.

## 상대 연대 측정법
기존의 수치로 찾을 수 있는 연대 측정법이 발생하기 전 있던 방법으로 화석이나 유물 등이 발견된 지층의 암석의 종류로 연대를 측정하던 방법이다. 상대적으로 오랜 기간 전의 물질은 측정하기 어렵다는 단점이 존재한다.

## 절대 연대 측정법
절대 연대 측정법은 수치로서 증거를 가질 수 있는 연대 측정법이다. 상대 연대 측정법의 경우 두 가지의 비교는 가능하나, 한 가지의 측정이 틀린다면 모든 측정이 틀려버리는 경우가 존재하게 된다.

### 방사선을 이용하는 경우
탄소 등의 동위원소들이 질량을 더 가지게 되면서 갖게 되는 불확실성을 안전한 상태(바닥상태)로 내려오기 위해서 내보내는 에너지와 물질교환의 특성을 이용하였다. 이 방법에는 탄소를 이용한 방법이 각광 받고 있으며, 이러한 이유는 모든 물질에서 탄소를 거의 찾을 수 있기 때문이다. 이외에 칼륨-아르곤 연대 측정, 아르곤-아르곤 연대 측정, ESR 연대측정법 등이 있다.
- 방사성 탄소 연대 측정법
- 칼륨-아르곤 연대 측정
- 아르곤-아르곤 연대 측정
- ESR 연대측정법
- 우라늄 동위 원소(우라늄->납) 연대 측정법

### 방사선을 이용하지 않는 경우
- 나이테 측정 : 나무의 나이테로 연대를 측정할 수 있다.
- 열발광 연대측정
- 아미노산 연대 측정

## 같이 보기
- 방사성 탄소 연대 측정법
- 칼륨-아르곤 연대 측정
- 아르곤-아르곤 연대 측정
- ESR 연대측정법
- 방사성 붕괴
- 방사선
- 아미노산 연대 측정